# Malabarsalangaan
De malabarsalangaan (Aerodramus unicolor oude naam nog veel gebruikt: Collocalia unicolor) is een vogel uit de familie Apodidae (gierzwaluwen). Gierzwaluwen van dit geslacht maken gebruik van echolocatie bij het navigeren door donkere grotten.

## Kenmerken
De malabarsalangaan is een middelgrote gierzwaluw, met een korte, licht gevorkte staart. De bovenzijde van deze soort is donkerbruin en de onderzijde bleek, lichtbruin. Gemiddeld is deze gierzwaluw 12 cm lang.

## Verspreiding en leefgebied
Deze soort komt voor in het heuvelland van zuidwestelijk India en Sri Lanka.

## Eetbare nesten
De malabarsalangaan maakt nesten van speeksel in grotten net als de eetbaar-nestsalangaan. De nesten worden geoogst en gebruikt als ingrediënt in gerechten met kippenvlees. Men schrijft er een libido stimulerende werking aan toe. De malabarsalangaan is geen bedreigde diersoort.